# Karim Ferhaoui
Karim Ferhaoui, né le 15 octobre 1972 à Lunel (Hérault), est un footballeur français international de football de plage.
Il est le frère de Kader Ferhaoui, joueur en France et international algérien.

## Biographie
Originaire d’Algérie, sa famille rentre en France en 1968. Ses parents ont dix enfants, huit garçons et deux filles, Karim est le seul à être née en France à Lunel le 15 octobre 1972.
Tous ses frères jouent au football, il signe donc sa première licence au Gallia à 7 ans et y traverse toutes les catégories de jeunes jusqu’en seniors, en 1994 en DH avec une coupe de la ligue à la clef. Il évolue ensuite à Grenoble en CFA avec un titre et une accession en National de 1994 à 1996, puis revient au Gallia pour une saison, avant de partir pour La Grande-Motte de 1997 à 2000 puis à Vergèze de 2000 à 2005 en CFA 2. Enfin il effectue son retour à La Grande-Motte de 2006 à 2013, d'abord en première division départementale pour arriver en DH sous la direction de Saïd Bensaïd.
En 2013, Karim Ferhaoui se lance un nouveau challenge avec un club ambitieux qu'est le CE Palavas, présidé par Grégory Vignal, il y retrouver Saïd Bensaïd au poste d’entraîneur. À 41 ans et depuis son poste de demi offensif, ce père de quatre enfants et déjà deux fois grand-père apporte son expérience et sa rigueur.

## Palmarès
Montpellier Hérault Beach Soccer
- Championnat de France
  - Finaliste en 2012 et 2013
  - Champion départemental et régional en 2012 et 2013